# Olszowiec (gromada)
Olszowiec – dawna gromada, czyli najmniejsza jednostka podziału terytorialnego Polskiej Rzeczypospolitej Ludowej w latach 1954–1972.
Gromady, z gromadzkimi radami narodowymi (GRN) jako organami władzy najniższego stopnia na wsi, funkcjonowały od reformy reorganizującej administrację wiejską przeprowadzonej jesienią 1954 do momentu ich zniesienia z dniem 1 stycznia 1973, tym samym wypierając organizację gminną w latach 1954–1972.
Gromadę Olszowiec z siedzibą GRN w Olszowcu utworzono – jako jedną z 8759 gromad na obszarze Polski – w powiecie lubelskim w woj. lubelskim na mocy uchwały nr 12 WRN w Lublinie z dnia 5 października 1954. W skład jednostki weszły obszary dotychczasowych gromad Olszowiec, Osowa wieś, Osowa kol. i Wola Duża ze zniesionej gminy Bychawa oraz miejscowości Biesiadki i Romanów z dotychczasowej gromady Kosarzew Dolny ze zniesionej gminy Krzczonów w tymże powiecie. Dla gromady ustalono 15 członków gromadzkiej rady narodowej.
1 stycznia 1956 gromada weszła w skład nowo utworzonego powiatu bychawskiego w tymże województwie.
1 stycznia 1969 gromadę zniesiono, włączając jej obszar do nowo utworzonej gromady Bychawa w tymże powiecie.